# Болгарское телеграфное агентство
Болгарское телеграфное агентство (БТА, болг. Бъ́лгарска телегра́фна аге́нция) — национальное информационное агентство Республики Болгарии, которое как и Болгарское национальное телевидение и Болгарское национальное радио является государственным информационным агентством, находящимся под общественным контролем.

## История
БТА создано в 1898 году указом князя Фердинанда І. Агентство создано на модели российского Санкт-Петербургского телеграфного агентства (СПТА). В отличие от большинства информационных агентств своего времени, БТА имеет статус особенной службы Министерства иностранных дел и вероисповедания (МИДВ). В первые годы основная цель агентства — предоставление болгарским информационным агентствам актуальной информации о внутренних и международных событиях. БТА также предоставляет информацию о внутренних делах Болгарии иностранным телеграфным агентствам.
БТА значительно расширяется во время Балканских войн, когда мировой интерес прикован к на Балканах сильно возрастает. В 1913 году агентство переформировано в отделение при новосозданной Дирекции печати МИДВ. БТА продолжает расширяться и в 1922 году уже насчитывает 13 штатных и 25 внештатных сотрудников.
После 9 сентября 1944 года (приход Болгарской коммунистической партии к власти, после вхождения на территорию страны войск 3-го Украинского фронта) руководство агентству полностью изменено. Дирекция печати подчинена Министерство пропаганды, но БТА остается под контролем МИДВ. В 1951 году эти две службы объединены под имени «БТА» и прямо подчинены Совету министров. В 1958 году из БТА отделяется Издательству иностранными языками, которое в 1967-м преобразовано в агентство «София-пресс». В 50-х количество служащих агентства быстро возрастает с 77 в 1944 году (для всей Дирекции печати) до 325 людей в 1958 году.
После 10 ноября 1989 года (уход БКП из власти) БТА часто становится заложником разных доминирующих конъюнктурных политических интересов.
Так во время разных управленческих режимов БТА заставляли отражать строго государственные взгляды на разные политические проблемы.

## БТА сегодня
29 июня 1994-м 36-е Народное собрание Болгарии устанавливает нормативный статут БТА, как независимой институции с возможности для материального самообеспечения. Намеса государство сокращается до определения размера и голосования Народным собранием субсидии и назначение директора БТА болгарским парламентом.
Сегодня БТА независимая институция и медиасистема, цель которой является предоставление нужной информацией своим абонентам и гражданам Республики Болгарии. Для них БТА предлагает большой комплекс услуг, сред которых:
- быстрые новости;
- обобщения;
- фотоматериалы;
- справочники;
- обзор печати;

Общественно-предоставляемая бесплатная информация — краткая и лаконичная.
БТА и по сей день является критерием для всех болгарских информационных агентств в деталях предоставляемой информацией, транслитерация иностранных слов и имен, и др.
В БТА существует раздел «Официальные сообщения», где разные государственные, общественные, гражданские и другие институции могут бесплатно публиковать свои официальные документы.
Сейчас слово «телеграфное» в наименование агентства остается только для сохранение именной традицией. Сегодня БТА информирует своих абонентов в основном через Интернет. БТА член EPA — международный консорциум осведомительных агентств, среди которых — ИТАР-ТАСС, AFP, DPA, EFE, и еще свыше 20 ведущих осведомительных агентств во всем мире. БТА работает в тесном сотрудничество с ведущими осведомительными агентствами, среди которых: Рейтер, Ассошиэйтед пресс и другие.
Абонентами БТА являются все ведущие болгарские информационные агентства.